# Sayyid Ahmad Kasrawi Tabrizi
Sayyid Ahmad Kasrawi Tabrizi fou un historiador, lingüista i jurista iranià (persa àzeri). Va escriure una història de la revolució persa de 1905, i un estudi sobre la vida i la societat persa i iraniana. Va escriure també una monografia sobre la llengua àzeri. Fou enemic del xiisme, que considerava font de molts dels mals de la societat. Fou assassinat pels Feda'iyan-e Islam.